# Hydriomena centralis
Hydriomena centralis är en fjärilsart som beskrevs av Mcdunnough 1952. Hydriomena centralis ingår i släktet Hydriomena och familjen mätare. Inga underarter finns listade i Catalogue of Life.